# Hilary Evans
Hilary Agard Evans (6 tháng 3 năm 1929 – 27 tháng 7 năm 2011) là một chuyên viên lưu trữ tranh ảnh, tác giả và nhà nghiên cứu UFO người Anh và các hiện tượng huyền bí khác.

## Tiểu sử
Evans chào đời tại Shrewsbury nước Anh và được giáo dục tại trường St George ở Harpenden. Sau khi thực hiện nghĩa vụ quân sự tại Palestine, ông nhập học trường King’s College, Cambridge, để nghiên cứu về tiếng Anh, sau theo học Thạc sĩ tại Đại học Birmingham. Tốt nghiệp ra trường xong, ông dành một thời gian làm gia sư riêng trước khi gia nhập công ty quảng cáo Mather & Crowther với tư cách là một nhân viên viết bài quảng cáo vào năm 1953.
Năm 1964, ông và vợ là Mary Evans (1936–2010) đứng ra thành lập Thư viện Tranh Mary Evans, một kho lưu trữ các tranh minh họa lịch sử. Năm 1981 ông đồng sáng lập Hiệp hội Nghiên cứu Khoa học về Hiện tượng Dị thường (ASSAP). Evans là nhân vật tiêu biểu cho Giả thuyết tâm lý xã hội về UFO như những trải nghiệm có tầm nhìn về mặt văn hóa.

## Đón nhận
Cuốn Harlots, Whores & Hookers: A History of Prostitution (1979) của Evan đã bị nhà sử học Vern Bullough chỉ trích là một "tập hợp các sự cố, một số sự thật, một số không đúng sự thật, với rất ít phân tích về các nguồn tài liệu bất chấp xuất xứ của chúng và thậm chí ít hơn sự hiểu biết về các tác động lịch sử."
Nhà nghiên cứu hoài nghi Philip J. Klass đã mô tả Evans là một trong những "nguồn thông tin tốt nhất và hợp lý hơn về phe ủng hộ những nhà UFO học". Tuy nhiên, Klass nhận thấy "điều đáng tiếc" rằng Evans là biên tập viên của tuyển tập UFOs, 1947-1987 do Fortean Times xuất bản. Theo Klass thì cuốn sách này không đáng tin cậy và chứa đầy những tuyên bố giả khoa học.
Christopher Scott trong New Scientist đã chỉ trích Evans vì thiếu hiểu biết khoa học. Scott lưu ý rằng Evans rất thiên vị và cả tin khi chấp nhận các báo cáo về những hiện tượng huyền bí dựa theo giá trị bề ngoài. Evans trong cuốn Intrusions (1982) đã đưa ra một bức ảnh của cô đồng Eusapia Palladino được cho là đang nâng bổng một cái bàn "chẳng có gì gian lận", nhưng không thể nhìn thấy bàn tay hoặc bàn chân của bà, cũng không thể nhìn thấy hai chân của cái bàn. Scott kết luận rằng mô tả của Evans về bức ảnh "toàn là tưởng tượng".

## Sách xuất bản
- Harlots, Whores & Hookers: A History of Prostitution. Taplinger, 1979
- Intrusions: Society and the Paranormal. London and Boston: Routledge & Kegan Paul, 1982.
- The Evidence for UFOs. Wellingborough, Northampton, England: Aquarian Press, 1983.
- Visions, Apparitions, Alien Visitors. Wellingborough, Northampton, England: Aquarian Press, 1984.
- Gods, Spirits, Cosmic Guardians. Wellingborough, Northampton: Aquarian Press, 1987.
- Evans, Hilary, and John Spencer, eds. UFOs, 1947–1987: The 40-year Search for an Explanation Fortean Times, 1987.
- Alternate States of Consciousness: Unself, Other-self, and Superself. Wellingborough, Northampton: Aquarian Press, 1989.
- Frontiers of Reality, Aquarian Press, 1989
- Evans, Hilary, and John Spencer, eds. Phenomena: Forty Years of Flying Saucers. New York: Avon Books, 1989.
- Evans, Hilary, and Dennis Stacy, eds. UFO 1947–1997: Fifty Years of Flying Saucers. London: John Brown, 1997.
- Evans, Hilary, and Robert Bartholomew, eds. Outbreak! The Encyclopedia of Extraordinary Social Behaviour. San Antonio, Texas: Anomalist Books, 2009.
- Evans, Hilary "SLIders: The Enigma of Streetlight Interference" San Antonio, Texas: Anomalist Books, 2010